# Donato Etna
Donato Etna (Mondovì, 15 giugno 1858 – Torino, 11 dicembre 1938) è stato un generale e politico italiano, commissario al comune di Torino dal 1925 al 1926 e senatore del Regno dal 1933.

## Biografia
Nacque a Mondovì da genitori ignoti (un appunto dattiloscritto, conservato nella cartella biografica dell'Archivio storico dello Stato maggiore dell'esercito, lo definisce figlio naturale di re Vittorio Emanuele II e secondo il sito web Genealogie delle Famiglie Nobili Italiane di una ignota maestra di Frabosa, uno tra i pochi figli naturali a non assumere all'anagrafe il cognome Guerriero/i), insieme alle  sorellastre Emanuela Maria Roverbella e Vittoria De Domenicis. 
Entrato nel Regio Esercito, nel 1879 entrò nel corpo degli Alpini appena costituito e al quale dedicò tutta la sua vita. Nel 1885 si distinse nell'opera di soccorso agli abitanti dell'alta Val di Susa, colpiti da una catastrofica nevicata che raggiunse anche i 5 metri d'altezza.
Insieme con il presidente della sezione milanese del CAI, Luigi Brioschi, fu tra i padri dell'attuale divisa grigio-verde dell'esercito italiano, che nel 1908 sostituì quella precedente blu, troppo appariscente.
Nel 1898 prese parte alla campagna d'Africa; nel 1911-1912 alla guerra italo-turca.

### Prima guerra mondiale
Quando l'Italia entrò nella prima guerra mondiale, nel 1915, si fece notare per la conquista del Monte Nero, suscitando l'attenzione di Cadorna. Nel 1916 fu destinato alla difesa della Valsugana dall'imminente offensiva del generale austriaco Conrad: il settore di sua competenza fu quello che resse meglio tale urto.
Sempre nel 1916, dopo la presa del monte Cauriol, guidò i lavori per la realizzazione della prima strada del Grappa, che collegò Bassano al monte Asolone. Partecipò anche al tentativo fallito di aprire un varco nei dintorni di Carzano, conosciuto anche come Sogno di Carzano, per cercare di aggirare le linee nemiche: il fallimento permise alle truppe austriache di prendere tempo e di concentrare le truppe sulle rive dell'Isonzo e di conseguenza è considerato come una delle premesse del successivo disastro di Caporetto.

### Incarichi istituzionali
Fu decorato con la croce di guerra e nel 1923 fu nominato generale di corpo d'armata.
Con l'avvento del fascismo, fu nominato reggente della prefettura di Alessandria. Con decreto del R. Prefetto n. 639 del 6 maggio 1924 fu nominato commissario prefettizio di Padova, incarico che mantenne fino a dicembre. Tra i suoi primi atti ci fu il provvedimento del 5 giugno 1924 con cui conferì la cittadinanza onoraria della città di Padova a Benito Mussolini. Nel 1925, diventò commissario al comune di Torino e, infine, nel 1933, senatore del Regno. Dal 1934 al 1938 fu membro supplente della Commissione d'accusa dell'Alta Corte di Giustizia.
Dal 1928 al 1930 fu presidente della sezione ANA di Torino.
Morì a Torino l'11 dicembre 1938. Le sue spoglie riposano nel cimitero di Torino-Sassi, ai piedi del colle di Superga dove vi sono le tombe dei membri di Casa Savoia.